# 近卫坦克第5集团军
近卫坦克第5集团军是苏联近卫装甲部队中的一支重要力量，在第二次世界大战，参与过很多著名战役。

## 历史
近卫坦克第5集团军成立于1943年2月25日，其组织在其整个历史不同，但一般包括两个或更多的近卫坦克军和一个或更多的近卫机械化军团。
1943年参与库尔斯克战役主力部队。隶属于草原方面军，辖坦克第18、坦克第29军，近卫坦克第2军，近卫机械化第5军，总计850辆坦克与自行火炮。需要战役机动300公里奔赴作战地区。当时有两种机动方案可供选择：一是铁路输送，二是履带行军。为便于及时进入交战，集团军决定采用第二种方案。虽然斯大林对这次长途履带行军能否顺利实施表示担心，但集团军司令员牢牢把握住部队良好的技术保障状况，充分施展其组织指挥行军的才能，该集团军的501辆坦克在草原地形依托土路和急造军路，1昼夜完成全履带行军100km，中途苏军维修车辆超百辆次，463辆坦克按时顺利到达预定集中地域，并始终保持着战斗准备状态，参加了普罗霍罗夫卡反击战。 在组织各坦克军进入交战时，集团军司令部仅用4个小时，就将部队全面展开。面对德军坦克集群进攻的有利态势，集团军指挥员果断地将所属4个坦克军、机械化军作为第一梯队全部展开，实施行进间的正面反突击，从而使敌军丧失了机动的主动性，实现了反突击的预期目的。
从第二次世界大战战结束到解体苏联，近卫坦克第5集团军在白俄罗斯军区驻扎。